# Cancer Bats
Cancer Bats ist eine aus Toronto stammende, stark durch Southern Rock beeinflusste, kanadische Hardcore-Band.

## Bandgeschichte
Die Band wurde 2004 in der kanadischen Stadt Toronto durch den späteren Sänger Liam Cormier und den Gitarristen Scott Middleton gegründet. Middleton hatte vorher bereits bei der Metal-Band At the Mercy of Inspiration gespielt. Nach kurzen Besetzungswechseln war die Band mit den beiden anderen Mitgliedern Joel Bailey am Bass und Mike Peters am Schlagzeug komplett. Im Januar 2005 folgte die erste selbst produzierte Demo-CD der Band. Es folgten Auftritte und Tourneen, wo Cancer Bats beispielsweise mit kanadischen Hardcore-Punk-Größen Alexisonfire, Comeback Kid u. a. zusammen spielte. Die Band ist beim kanadischen Independent-Label Distort Entertainment untergebracht und tourte seit 2007 mehrfach zusammen mit der Melodic-Hardcore-Band Rise Against. 2009 tourten sie zusammen mit Silverstein auf der Billy-Talent-III-Tour von Billy Talent. 2010 waren sie als Vorband von Bullet for My Valentine unterwegs. 2021 verkündete Gründungsmitglied Scott Middleton seinen Rückzug aus der Band.

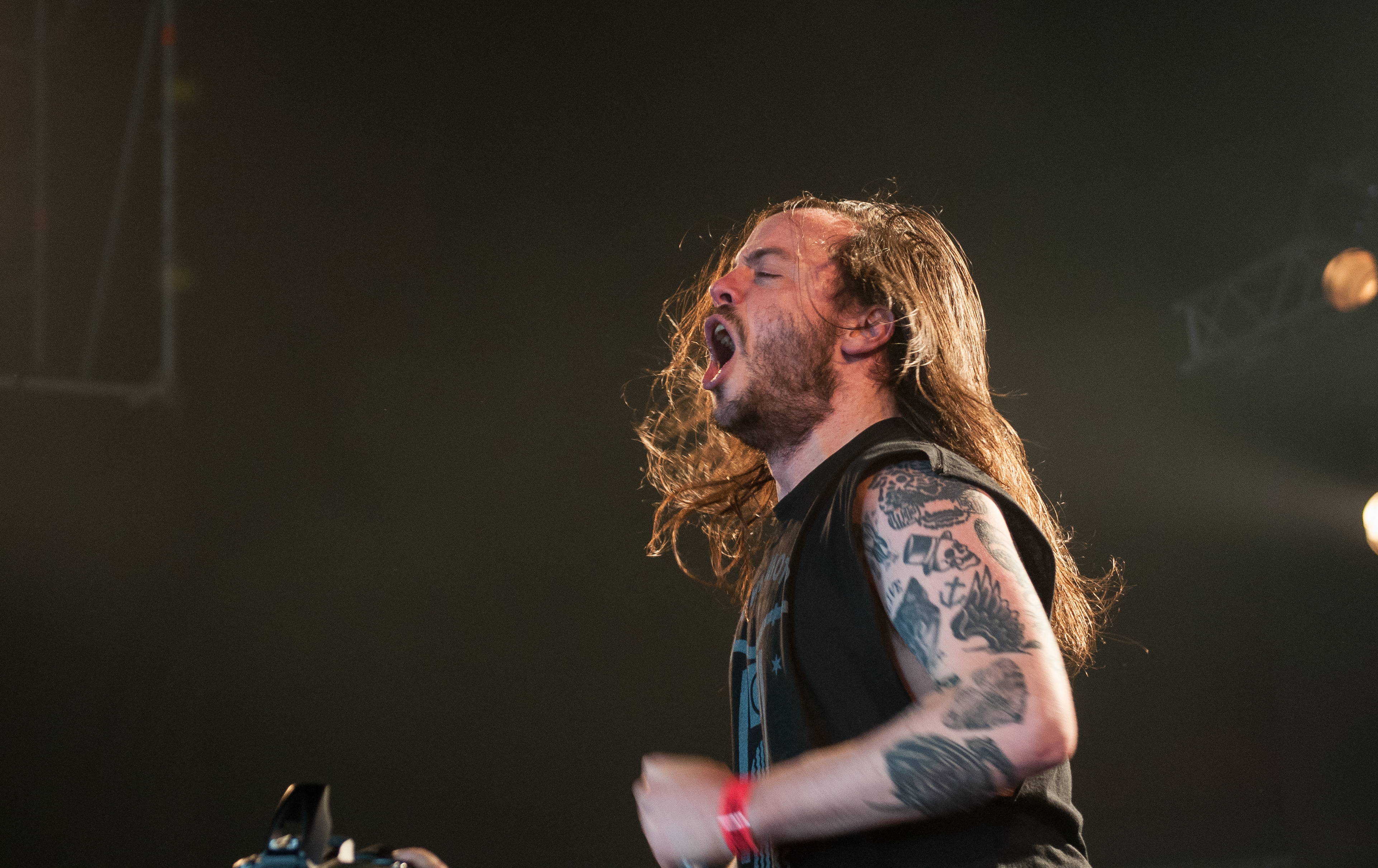
Liam Cormier beim Groezrock 2015
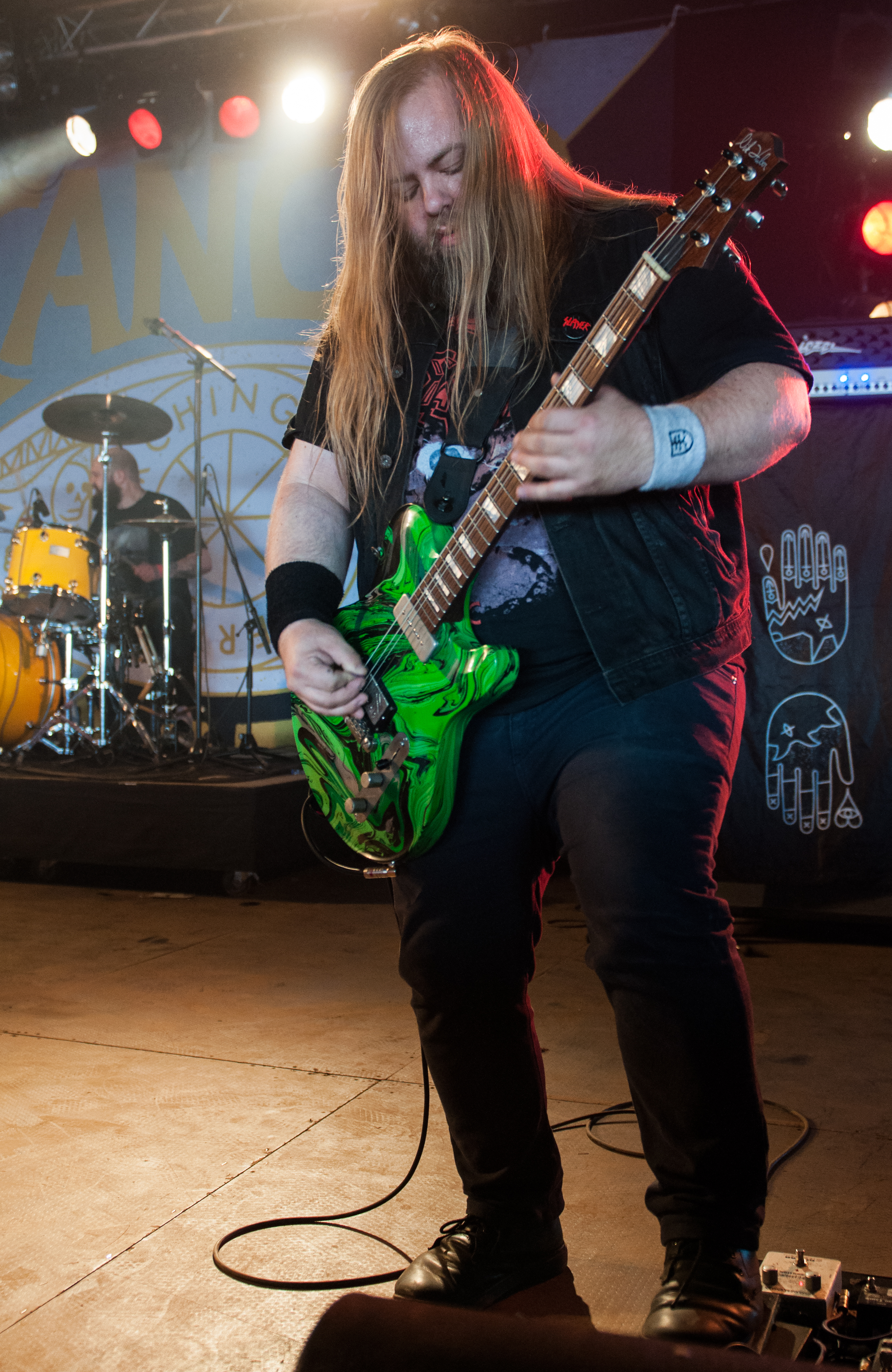
Scott Middleton
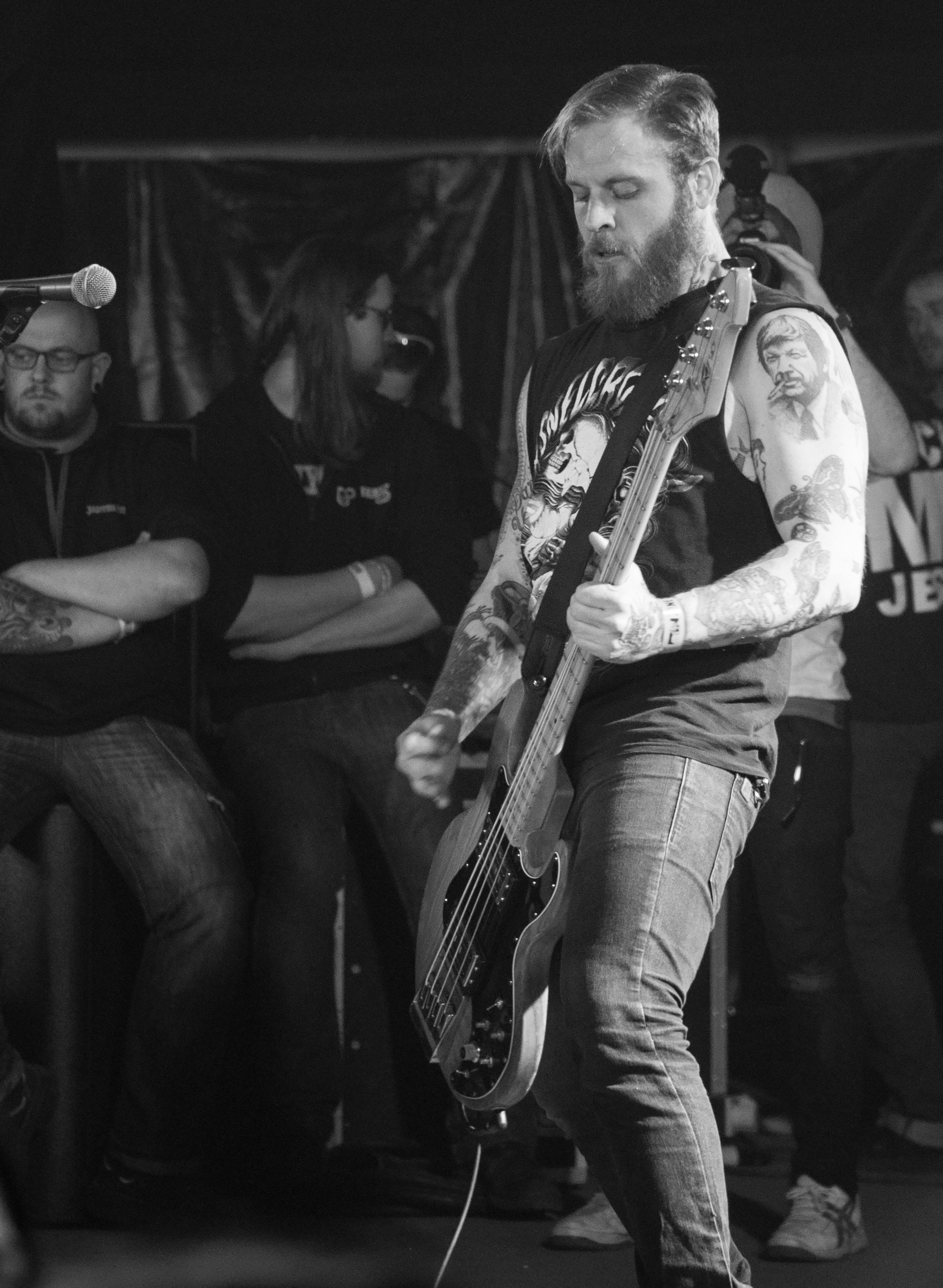
Jaye R. Schwarzer

## Stil
Ihr Stil wird oft – auch durch sie selbst – als explosiver Mix aus Hardcore, Southern Rock und Punkrock beschrieben. Weiterhin finden sich auch Metalelemente in der Musik der Gruppe. Oft werden als Einflüsse der Gruppe die Bands Refused, Black Flag, Led Zeppelin und Down genannt. Black Sabbath sind für die Band ein so großer Einfluss, dass sie unter dem Namen Bat Sabbath vorwiegend in Kanada Konzerte nur mit Black-Sabbath-Covern spielt.

## Diskografie
Studioalben:
- 2006: Birthing the Giant (Distort Entertainment)
- 2008: Hail Destroyer
- 2010: Bears, Mayors, Scraps & Bones
- 2012: Dead Set on Living
- 2015: Searching for Zero
- 2018: The Spark That Moves
- 2022: Psychic Jailbreak

Sonstige Veröffentlichungen:
- 2005: Cancer Bats (EP, Tragicomedy Records)
- 2007: Split-EP mit This Is Hell (Future Tense!)
- 2009: Cancer Bats / Rolo Tomassi 7"-Split
- 2009: Tour EP
- 2010: Sabotage EP
- 2020: You'll Never Break Us (Separation Sessions Vol. 1) (EP, kein Label)
- 2020: You'll Never Break Us (Separation Sessions Vol. 2) (EP, kein Label)